# William Turnbull (artista)
William Turnbull (Dundee, 11 gennaio 1922 – Londra, 15 novembre 2012) è stato uno scultore e pittore scozzese fra i protagonisti della scultura astratta.

## Biografia

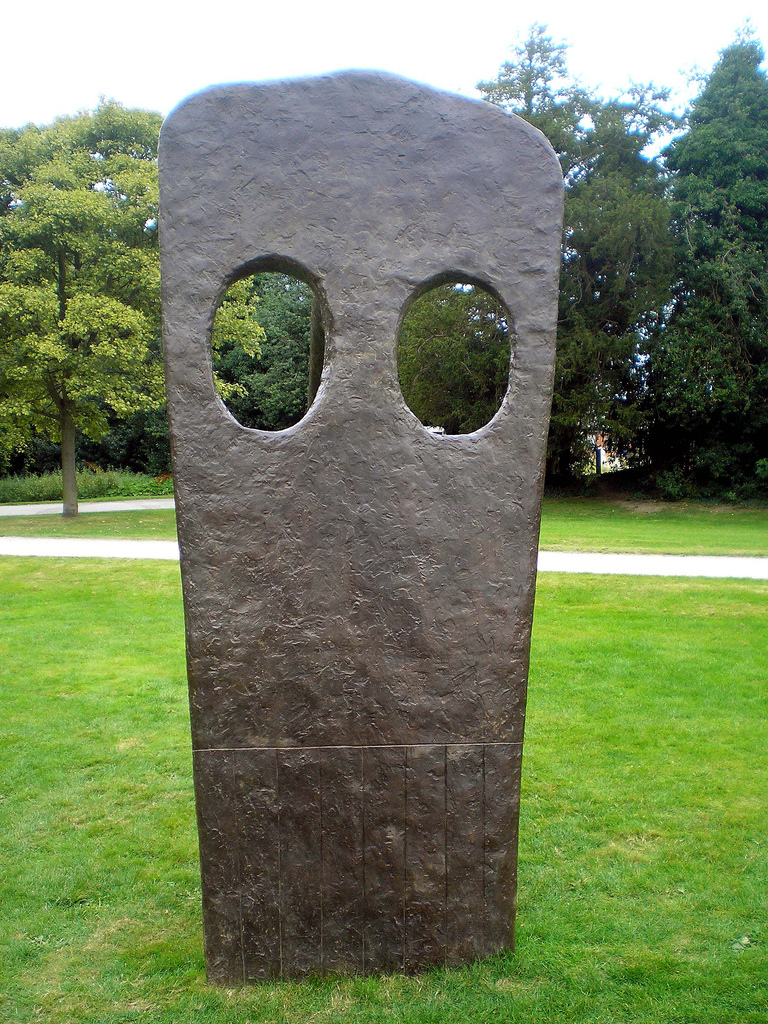
William Turnbull, Large Horse

Turnbull lavorò dal 1939 al 1941 come illustratore per un editore in Scozia. Durante la seconda guerra mondiale prestò servizio nella Royal Air Force. Dal 1946 al 1948, Turnbull studiò alla Slade School of Fine Art di Londra. Dal 1948 al 1950 visse a Parigi. Entrò in contatto con Eduardo Paolozzi, Constantin Brâncuși e Alberto Giacometti. Nel 1952 fu uno dei giovani scultori britannici alla ventiseiesima Biennale di Venezia. Dal 1953 al 1961 fu un professore in visita al Central Saint Martins College of Art and Design e dal 1964 al 1972 fu professore di scultura. Nel 1960, Turnbull sposò la scultrice e graphic designer di Singapore Kim Lim, con la quale portò alla luce due figli. Con lei fece lunghi viaggi nell'Asia orientale. Nel 1984, la coppia espose le sue opere alla National Museum Art Gallery. Le sculture di Turnbull sono fatte di legno, pietra o bronzo e nella loro materialità trattano sempre il tema della natura. Le sue sculture sono influenzate dal surrealismo e dal Color field americano. Sono caratterizzate da una radicale semplificazione della forma.